# Дебют королевских пешек
Дебю́т короле́вских пе́шек — шахматный дебют, начинающийся ходом: 
1. e2-e4 e7-e5.
Данный дебют объединяет все открытые начала, в которых белые выбирают редкие, не описанные шахматной теорией продолжения (2. Сf1-d3, 2. h2-h4, 2. g2-g3 и др.), не имеющие общепринятых названий.
Со временем, по мере развития теории некоторые продолжения подвергаются анализу и изучению, что приводит к изменению классификации дебютов. Так, А. А. Мацукевич в книге «Короткие шахматы. 555 дебютных ошибок» в качестве примера дебюта королевских пешек приводит такие продолжения, как 2. a2-a3, 2. Фd1-f3 и 2. Фd1-h5. В настоящее время данные начала описаны теорией и имеют следующие наименования: дебют Менгарини, дебют Наполеона, атака Парэма. При этом код шахматных дебютов у них остаётся неизменным (C20, 1. e4 e5 — редкие варианты).

## Примерная партия
Антушев — Шифферс, Москва, 1901
1. e2-e4 e7-e5 2. b2-b3 Кb8-c6 3. Сc1-b2 Кg8-f6 4. Сf1-b5 Сf8-c5 5. Сb5:c6 d7:c6 6. Фd1-e2 Фd8-e7 7. Кg1-f3 Сc8-g4 8. Кb1-c3 Кf6-h5 9. 0—0—0 Кh5-f4 10. Фe2-f1 b7-b5 11. Кc3-e2 Кf5:e2+ 12. Фf1:e2 a7-a5 13. h2-h3 Сg4:f3 14. Фe2:f3 a5-a4 15. d2-d4 Сc5-a3 16. Фf3-c3 0—0 17. Фc3:c6 a4:b3 18. c2:b3 Сa3:b2+ 19. Крc1:b2 Фe7-a3+ 20. Крb2-c3 b5-b4+ 21. Крc3-d3 Фa3:a2 22. Фc6-c4 Фa2:f2 23. Лh1-g1 Фf2-g3+ 24. Крd3-e2 Лa8-a2+ 25. Лd1-d2 Лa2:d2+ 26. Крe2:d2 Фg3-f2+ 0-1.